# Anastasia Nichita
Anastasia Nichita (n. 19 februarie 1999, Tătărești, raionul Strășeni, Republica Moldova) este o luptătoare din Republica Moldova în stil lupte libere, medaliată cu argint olimpic la Paris 2024. A câștigat medalia de aur la proba feminină 59 kg la Campionatul European de Lupte din 2020, desfășurat la Roma. În același an, a luat aurul la aceeași probă la 2020 Individual Wrestling World Cup, competiție organizată în locul Campionatului Mondial.

## Carieră
În 2018, la Campionatul European de Lupte U23 din Istanbul, ea a câștigat medalia de argint la proba feminină 59 kg. La Campionatul Mondial de Lupte U23 din 2019 din Budapesta, a câștigat iar medalia de argint la proba feminină 59 kg, cedând în finală sportivei Yumeka Tanabe din Japonia.
În 2019, la Campionatul European de Lupte de la București, ea a câștigat una din medaliile de bronz la proba feminină 57 kg. În același an, a mai câștigat o medalie de bronz la proba feminină 57 kg la Jocurile Europene din 2019, desfășurate la Minsk, ultimul meci fiind câștigat în fața lui Grace Bullen din Norvegia.
În 2020, Anastasia Nichita a câștigat medalia de aur la proba feminină 57 kg, atât la Campionatul European de Lupte de la Roma, cât și la 2020 Individual Wrestling World Cup, o competiție desfășurată la Belgrad care a înlocuit în acel an tradiționalul Campionat Mondial.
La Jocurile Olimpice de la Tokyo s-a clasat pe locul 7.
La începutul anului 2024, sportiva era pe primul loc în clasamentul Federației Internaționale de Lupte⁠(d) în categoria sa de greutate (57 kg). În același an a participat la Jocurile Olimpice de la Paris unde a cucerit medalia de argint la proba de 57 kg.

## Rezultate importante
| An   | Campionat                      | Oraș               | Rezultat | Probă              |
| ---- | ------------------------------ | ------------------ | -------- | ------------------ |
| 2019 | Campionatul European           | București, România | Bronz    | lupte libere 57 kg |
| 2019 | Jocurile Europene              | Minsk, Belarus     | Bronz    | lupte libere 57 kg |
| 2020 | Campionatul European           | Roma, Italia       | Aur      | lupte libere 59 kg |
| 2020 | Individual Wrestling World Cup | Belgrad, Serbia    | Aur      | lupte libere 59 kg |
| 2021 | Campionatul European           | Varșovia, Polonia  | Bronz    | lupte libere 59 kg |
| 2022 | Campionatul European           | Budapesta, Ungaria | Aur      | lupte libere 59 kg |
| 2022 | Campionatul Mondial            | Belgrad, Serbia    | Aur      | lupte libere 59 kg |
| 2023 | Campionatul European           | Zagreb, Croatia    | Aur      | lupte libere 59 kg |
| 2023 | Campionatul Mondial            | Belgrad, Serbia    | Argint   | lupte libere 57 kg |
| 2024 | Jocurile Olimpice              | Paris, Franța      | Argint   | lupte libere 57 kg |

## Recunoaștere
Anastasia Nichita a fost desemnată cea mai bună sportivă a anului din Republica Moldova în anii 2019, 2020 și 2023. În 2022, ea a fost decorată cu Ordinul de Onoare.